# HMS Firedrake (1934)
HMS Firedrake (H-79) — эскадренный миноносец типа F ВМС Великобритании. Принимал участие во Второй мировой войне, действовал на Средиземном море и в Атлантике. В декабре 1942 года потоплен немецкой подводной лодкой U-211.

## История
Эсминец стал шестым кораблём британского флота, называвшимся Firedrake. Корабль был спущен на воду 28 июня 1934 года, в один день с другим кораблём этого типа Fame. Строительство корабля обошлось в 243.966 £. Первоначально планировалось, что он войдёт в состав 6-й флотилии эсминцев Хоум Флита, но служба корабля началась на Средиземном море. Вместе с другими кораблями своего типа Firedrake был направлен для усиления Средиземноморского флота в период Абиссинского кризиса.
С декабря 1935 по февраль 1936 года эсминец находился в Гибралтаре, где проходил переоснащение. Затем ненадолго вернулся в Великобританию, а после вновь направился в Средиземное море. В июле 1936 года вернулся для модернизации на верфь Ширнесс.

В сентябре 1936 года был отправлен к берегам Испании для обеспечения эмбарго на поставки оружия в ходе Гражданской войны в Испании.
23 апреля 1937 года вместе с линейным крейсером Hood сопровождал британское торговое судно в гавань Бильбао, несмотря на присутствие франкистского крейсера Almirante Cervera, пытавшегося блокировать порт.

С сентября по ноябрь 1937 года осуществлял патрулирование в испанских водах, после чего ушёл на ремонт в Великобританию. В период с января по март 1938 года находился в Гибралтаре. Годом позже нёс службу в Бискайском заливе.
В апреле 1939 года, за пять месяцев до начала Второй мировой, 6-я флотилия получила новый номер и стала 8-й. Firedrake оставался приписанным к ней до июня 1940 года.

### Вторая Мировая война
С началом войны, в сентябре 1939 года, эсминец был переведён на базу Скапа-Флоу. Первоначально он вошёл в состав противолодочного охранения авианосца Ark Royal. 14 сентября 1939 года неудачную попытку атаки на авианосец предприняла подводная лодка U-39. Firedrake, совместно с эсминцами Faulknor и Foxhound, контратаковал и потопил субмарину северо-западнее Ирландии.
5 октября эсминец подобрал выживших с небольшого транспорта Glen Farg, торпедированного немецкой подводной лодкой U-23 в 60 милях юго-западнее Самборо-Хед.

В феврале 1940 года входил в состав сил охранения конвоя TC-3, перевозившего пехоту из Канады в Великобританию.
28 марта получил повреждения в результате столкновения с эсминцем Icarus в гавани Инвергордона. Со 2 по 26 апреля находился на ремонте в Кардиффе.

В ходе Норвежской кампании, 12—13 мая 1940 года, прикрывал высадку союзных войск в Бьерквике, близ Нарвика. Затем осуществлял артиллерийскую поддержку войск. 30 мая участвовал в эвакуации войск из Будё в Харстад и Буркенес. 7 и 8 июня прикрывал эвакуацию войск из района Нарвика (Операция «Алфавит»). Получил незначительные повреждения в результате атак немецкой авиации.
В середине августа 1940 года вошёл в состав эскорта линкора Valiant и новейшего авианосца Illustrious, направлявшихся из Великобритании в Гибралтар, куда соединение прибыло 29 августа.
18 октября к востоку от Гибралтара, совместно с эсминцем Wrestler и двумя «летающими лодками» Saro London, потопил итальянскую подводную лодку Durbo. На борту лодки были захвачены планы действий подводных лодок, что позволило, двумя днями позднее, потопить субмарину Lafole.
В ноябре прикрывал авианосцы Ark Royal и Argus во время налётов на Мальту (операции «Coat» и «White»). Затем сопровождал оперативное соединение F в ходе операции «Collar».
27 ноября 1940 года участвовал в бою у мыса Спартивенто, прикрывая линейный крейсер Renown и линкор Ramillies.
1 января 1941 года, в составе соединения кораблей, участвовал в перехвате вишистского конвоя, вышедшего из Мелильи. Было захвачено четыре транспорта противника. Затем участвовал в операции «Excess».

31 января вышел в море с авианосцем Ark Royal для рейда на Сардинию. Ночная атака торпедоносцев успехом не увенчалась и 4 февраля корабли вернулись в Гибралтар. Несколькими днями позже соединение успешно провело бомбардировку Генуи (операция «Grog»).
1 марта, в тумане, неподалёку от Гибралтара, Firedrake наскочил на камни. После исправления основных повреждений своим ходом направился на ремонт на верфь Чатэм.
23 июля, в ходе операции «Substance» в водах Тунисского пролива, Firedrake получил повреждения от близкого разрыва авиабомбы. Корабль лишился хода и был отбуксирован в Гибралтар эсминцем Eridge. После исправления серьёзных повреждений, Firedrake отправился на ремонт в Бостон. Во время ремонта с корабля сняли одно орудие и увеличили запас глубинных бомб.
В январе 1942 года эсминец вернулся в Великобританию в составе конвоя NA-2. Затем был включён в состав эскортной группы B-7.
26 сентября 1942 года участвовал в спасении выживших моряков с торпедированного транспорта Olaf Fostenes.
18 ноября был откомандирован для усиления прикрытия конвоя ON-144.
16 декабря 1942 года Firedrake находился в составе охранения конвоя ON-153. В 19:11 он был торпедирован немецкой подводной лодкой U-211. Корпус корабля разломился на две части. Носовая часть затонула сразу в точке с примерными координатами 50,833° с. ш. 25,250° з. д.. Корма оставалась на плаву до 00:45. Корвет Sunflower подобрал 26 выживших членов экипажа.

## Геральдика
Герб корабля представляет собой чёрное поле, на котором изображён изрыгающий пламя зелёный дракон с красными крыльями.
Девиз корабля: «Burning with valours».